# Taça da Liga de 2012–13
A Taça da Liga de 2012–13 foi a 6ª edição da Taça da Liga portuguesa. As primeiras partidas foram jogadas a 28 de julho de 2012. A final foi disputada no Estádio Cidade de Coimbra, em Coimbra, a 13 de abril de 2013. O Braga venceu o FC Porto por 1–0 nessa mesma final, garantindo assim o seu primeiro título da competição.

## Formato
Este formato consiste em três rondas, mais fases eliminatórias. Na primeira ronda apenas jogam equipas da segunda divisão. Todas as 16 equipas estão divididas em 4 grupos de 4 equipas cada. Cada equipa joga três partidas e os dois primeiros de cada grupo avançam. Na segunda ronda, as equipas que se classificaram da ronda anterior, são unidas com duas equipas promovidas à primeira liga e também os últimos 6 na liga na temporada anterior. Haverá jogos a duas mãos em que os vencedores avançam. A terceira ronda é onde as restantes 8 melhores equipas da época anterior que entram pela primeira vez na competição. Novamente, como na primeira ronda, as 16 equipas são divididas em 4 grupos e cada equipa jogará três partidas. No entanto, desta vez, apenas os vencedores dos grupos avançam. Ambas as semi-finais e finais são jogos de uma mão só.

## Clubes participantes
Clubes participantes desde a:
| 1ª Fase | 2ª Fase                                                                                               | 3ª Fase                                                                                      |
| --- | --- | -------------------------------------------------------------------------------------------- |
| Arouca Atlético Belenenses Covilhã Desportivo das Aves Feirense Freamunde Leixões Naval Oliveirense Penafiel Portimonense Santa Clara Tondela Trofense União da Madeira | Académica Beira-Mar Estoril Praia Gil Vicente Moreirense Paços de Ferreira Rio Ave Vitória de Setúbal | Benfica Sporting de Braga Marítimo Nacional Olhanense FC Porto Sporting Vitória de Guimarães |

Legenda
Negrito – equipas participantes na 2ª fase

## 1ª Fase
Fase realizada entre 28 de julho e 5 de agosto.

### Grupo A
| Equipa           | J | V | E | D | GM | GS | DG | Pts |
| ---------------- | - | - | - | - | -- | -- | -- | --- |
| União da Madeira | 3 | 2 | 1 | 0 | 4  | 2  | +2 | 7   |
| Freamunde        | 3 | 1 | 1 | 1 | 3  | 3  | 0  | 4   |
| Belenenses       | 3 | 1 | 1 | 1 | 2  | 2  | 0  | 4   |
| Oliveirense      | 3 | 0 | 1 | 2 | 3  | 5  | –2 | 1   |

|                  | BEL | FRM | OLI | UDM |
| ---------------- | --- | --- | --- | --- |
| Belenenses       | –   | 1–0 | 1–1 |     |
| Freamunde        |     | –   |     | 1–1 |
| Oliveirense      |     | 1–2 | –   |     |
| União da Madeira | 1–0 |     | 2–1 | –   |

### Grupo B
| Equipa   | J | V | E | D | GM | GS | DG | Pts |
| -------- | - | - | - | - | -- | -- | -- | --- |
| Naval    | 3 | 1 | 2 | 0 | 4  | 2  | +2 | 5   |
| Covilhã  | 3 | 1 | 1 | 1 | 5  | 4  | +1 | 4   |
| Arouca   | 3 | 1 | 1 | 1 | 4  | 5  | –1 | 4   |
| Atlético | 3 | 1 | 0 | 2 | 3  | 5  | –2 | 3   |

|          | ARO | ATL | NAV | SCO |
| -------- | --- | --- | --- | --- |
| Arouca   | –   | 2–1 | 0–0 |     |
| Atlético |     | –   |     | 1–0 |
| Naval    |     | 3–1 | –   | 1–1 |
| Covilhã  | 4–2 |     |     | –   |

### Grupo C
| Equipa       | J | V | E | D | GM | GS | DG | Pts |
| ------------ | - | - | - | - | -- | -- | -- | --- |
| Feirense     | 3 | 2 | 1 | 0 | 4  | 2  | +2 | 7   |
| Leixões      | 3 | 0 | 3 | 0 | 2  | 2  | 0  | 3   |
| Portimonense | 3 | 0 | 2 | 1 | 3  | 4  | –1 | 2   |
| Penafiel     | 3 | 0 | 2 | 1 | 3  | 4  | –1 | 2   |

|              | FEI | LEI | PEN | PRM |
| ------------ | --- | --- | --- | --- |
| Feirense     | –   |     | 2–1 | 2–1 |
| Leixões      | 0–0 | –   | 1–1 |     |
| Penafiel     |     |     | –   | 1–1 |
| Portimonense |     | 1–1 |     | –   |

### Grupo D
| Equipa              | J | V | E | D | GM | GS | DG  | Pts |
| ------------------- | - | - | - | - | -- | -- | --- | --- |
| Santa Clara         | 3 | 3 | 0 | 0 | 9  | 1  | +8  | 9   |
| Desportivo das Aves | 3 | 2 | 0 | 1 | 9  | 4  | +5  | 6   |
| Tondela             | 3 | 1 | 0 | 2 | 1  | 4  | –3  | 3   |
| Trofense            | 3 | 0 | 0 | 3 | 1  | 11 | –10 | 0   |

|             | AVE | SCA | TON | TRO |
| ----------- | --- | --- | --- | --- |
| Desp. Aves  | –   |     | 3–0 | 5–1 |
| Santa Clara | 3–1 | –   |     | 5–0 |
| Tondela     |     | 0–1 | –   |     |
| Trofense    |     |     | 0–1 | –   |

## 2ª Fase
Fase realizada de 8 de setembro a 31 de outubro de 2012.
| Equipe 1            | Total       | Equipe 2           | 1.º jogo | 2.º jogo |
| ------------------- | ----------- | ------------------ | -------- | -------- |
| Naval               | 3–2         | Gil Vicente        | 1–1      | 2–1      |
| Feirense            | 1–1 (2–4 p) | Moreirense         | 1–0      | 0–1      |
| Freamunde           | 2–3         | Rio Ave            | 2–3      | 0–0      |
| Leixões             | 1–2         | Vitória de Setúbal | 0–1      | 1–1      |
| Covilhã             | 2–2 (2–3 p) | Académica          | 2–0      | 0–2      |
| Desportivo das Aves | 0–2         | Paços de Ferreira  | 0–1      | 0–1      |
| Santa Clara         | 1–3         | Beira-Mar          | 0–1      | 1–2      |
| União da Madeira    | 1–2         | Estoril Praia      | 0–1      | 1–1      |

## 3ª Fase
As equipas qualificadas são:
| Primeira Liga - Benfica - Braga - Marítimo - Nacional da Madeira - Olhanense - Porto - Sporting - Vitória de Guimarães | Vencedores da 2ª Fase - Académica de Coimbra - Beira-Mar - Estoril Praia - Moreirense - Naval - Paços de Ferreira - Rio Ave - Vitória de Setúbal |  |

Esta fase decorreu do dia 19 de Dezembro de 2012 até ao dia 9 de Janeiro de 2013.

### Grupo A
| Equipa             | J | V | E | D | GM | GS | DG | Pts |
| ------------------ | - | - | - | - | -- | -- | -- | --- |
| FC Porto           | 3 | 2 | 1 | 0 | 5  | 2  | +3 | 7   |
| Vitória de Setúbal | 3 | 1 | 1 | 1 | 3  | 2  | +1 | 4   |
| Nacional           | 3 | 1 | 0 | 2 | 2  | 5  | –3 | 3   |
| Estoril            | 3 | 0 | 2 | 1 | 2  | 3  | –1 | 2   |

|                    | EST | NAC | POR | SET |
| ------------------ | --- | --- | --- | --- |
| Estoril            | –   |     | 2–2 | 0–0 |
| Nacional           | 1–0 | –   | 0–2 |     |
| FC Porto           |     |     | –   | 1–0 |
| Vitória de Setúbal |     | 3–1 |     | –   |

### Group B
| Equipa               | J | V | E | D | GM | GS | DG | Pts |
| -------------------- | - | - | - | - | -- | -- | -- | --- |
| Braga                | 3 | 2 | 1 | 0 | 5  | 1  | +4 | 7   |
| Vitória de Guimarães | 3 | 1 | 2 | 0 | 3  | 2  | +1 | 5   |
| Beira-Mar            | 3 | 0 | 2 | 1 | 2  | 5  | –3 | 2   |
| Naval                | 3 | 0 | 1 | 2 | 1  | 3  | −2 | 1   |

|                 | BEM | BRA | NAV | GUI |
| --------------- | --- | --- | --- | --- |
| Beira-Mar       | –   |     |     | 2–2 |
| Braga           | 3–0 | –   |     |     |
| Naval           | 0–0 | 1–2 | –   |     |
| V. de Guimarães |     | 0–0 | 2–0 | –   |

### Group C
| Equipa            | J | V | E | D | GM | GS | DG | Pts |
| ----------------- | - | - | - | - | -- | -- | -- | --- |
| Rio Ave           | 3 | 2 | 0 | 1 | 6  | 3  | +3 | 6   |
| Paços de Ferreira | 3 | 2 | 0 | 1 | 5  | 3  | +2 | 6   |
| Sporting CP       | 3 | 1 | 1 | 1 | 3  | 5  | –2 | 4   |
| Marítimo          | 3 | 0 | 1 | 2 | 2  | 5  | –3 | 1   |

|                   | MAR | PAÇ | RAV | SCP |
| ----------------- | --- | --- | --- | --- |
| Marítimo          | –   |     | 0–1 | 2–2 |
| Paços de Ferreira | 2–0 | –   |     |     |
| Rio Ave           |     | 2–3 | –   | 3–0 |
| Sporting CP       |     | 1–0 |     | –   |

### Group D
| Equipa     | J | V | E | D | GM | GS | DG | Pts |
| ---------- | - | - | - | - | -- | -- | -- | --- |
| Benfica    | 3 | 2 | 1 | 0 | 6  | 4  | +2 | 7   |
| Moreirense | 3 | 0 | 3 | 0 | 3  | 3  | 0  | 3   |
| Académica  | 3 | 0 | 2 | 1 | 4  | 5  | –1 | 2   |
| Olhanense  | 3 | 0 | 2 | 1 | 1  | 2  | –1 | 2   |

|            | ACA | BEN | MOR | OLH |
| ---------- | --- | --- | --- | --- |
| Académica  | –   |     |     | 0–0 |
| Benfica    | 3–2 | –   |     |     |
| Moreirense | 2–2 | 1–1 | –   |     |
| Olhanense  |     | 1–2 | 0–0 | –   |

## Fase Final
|  | Meias-Finais | Meias-Finais | Meias-Finais |       |          | Final    | Final | Final |  |
|  |              |              |              |       |          |          |       |       |  |
|  | FC Porto     | FC Porto     | 4            |       |          |          |       |       |  |
|  | FC Porto     | FC Porto     | 4            |       |          |          |       |       |  |
|  | Rio Ave      | Rio Ave      | 0            |       |          |          |       |       |  |
|  | Rio Ave      | Rio Ave      | 0            |       | FC Porto | FC Porto | 0     |       |  |
|  |              |              |              |       | FC Porto | FC Porto | 0     |       |  |
|  |              |              | Braga        | Braga | 1        |          |       |       |  |
|  | Braga (g.p.) | Braga (g.p.) | Braga        | Braga | 1        | 0 (3)    |       |       |  |
|  | Braga (g.p.) | Braga (g.p.) |              |       |          |          |       |       |  |
|  | Benfica      | Benfica      | 0 (2)        |       |          |          |       |       |  |

## Meias-finais
Apuram-se para as meias-finais os vencedores dos quatro grupos da 3ª fase.
| 3 de abril de 2013 | FC Porto                                                             | 4 – 0 | Rio Ave | Estádio do Dragão, Porto |
| 16:45 UTC          | James Rodríguez 57' (gp) · Fernando 72' · Defour 83' · Mangala 90+4' |       |         | Árbitro: Hugo Miguel     |

| 27 de fevereiro de 2013 | Braga | 0 – 0 | Benfica | Estádio Municipal de Braga, Braga |
| 19:45 UTC               |       |       |         | Árbitro: Marco Ferreira           |

|                                       |       | Penalidades                               |  |
| Alan Custódio João Pedro Rúben Amorim | 3 – 2 | Rodrigo Luisão Enzo Pérez Roderick Gaitán |  |

## Final
| 13 de abril de 2013 | Braga           | 1 – 0 | FC Porto | Estádio Cidade de Coimbra, Coimbra |
| 19:45 UTC           | Alan 45+2' (gp) |       |          | Árbitro: João Capela               |

## Campeão
| Taça da Liga de 2012-13 |
| ----------------------- |
| Braga 1º Título         |